# Alfabeto latino negli Stati turchi

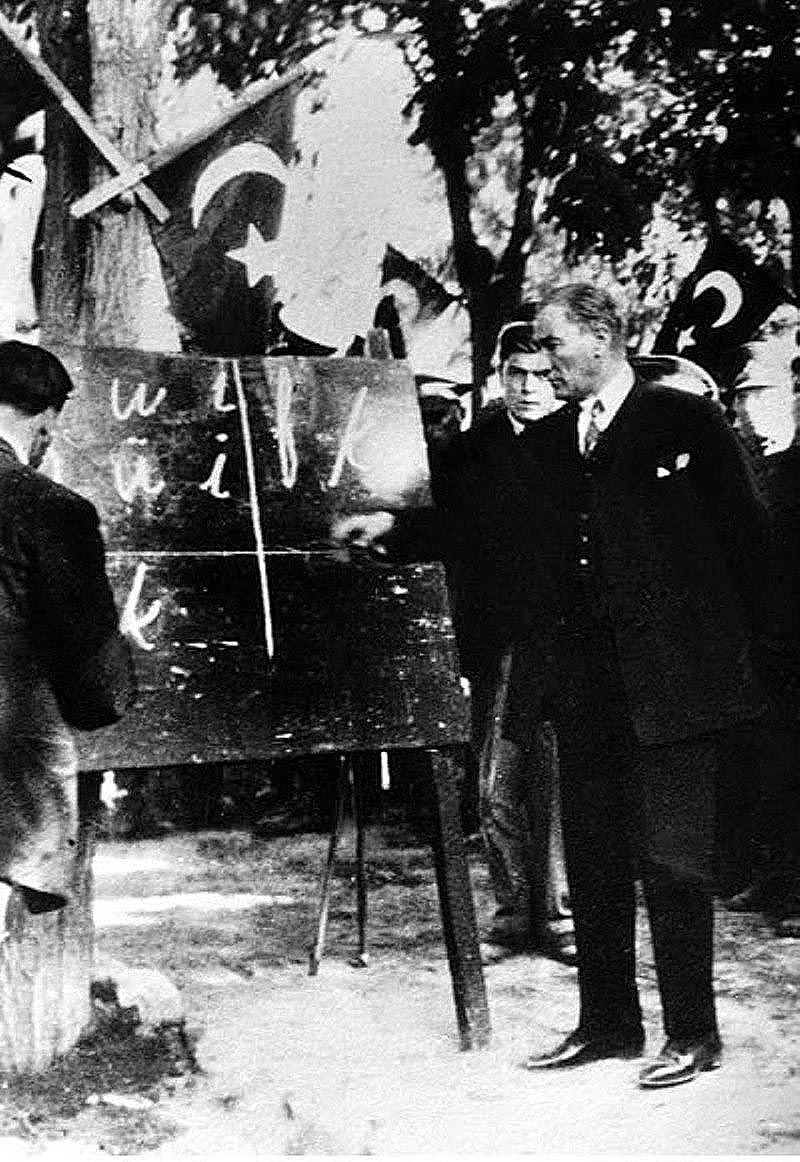
Kemal Atatürk mentre introduce, in un villaggio dell'Anatolia centrale, (Kayseri) il nuovo alfabeto latino della lingua turca nel settembre 1928.

L'alfabeto latino negli Stati turchi rappresenta l'occidentalizzazione della scrittura dei popoli turchi, avvenuta nel XX secolo.

## Premessa
Dopo la prima guerra mondiale, con la salita al potere di Kemal Atatürk in Turchia e la fine dell'Impero ottomano, vi fu un processo di occidentalizzazione in Turchia che si manifestò anche nell'adozione dell'alfabeto latino al posto di quello ottomano per la lingua turca.
Questo processo iniziò in Turchia nei primi anni 1920 e successivamente si allargò a tutti i territori turchi, specialmente quelli facenti parte della recentemente creata Unione sovietica.
Infatti, tra le varie riforme attuate da Atatürk sicuramente la più importante è quella linguistica (detta "Riforma linguistica turca"), mediante la quale la lingua turca fu epurata dai prestiti arabi e persiani per introdurvi parole di origine turca o di nuova formazione e dove fu attuata l'adozione di una variante leggermente modificata dell'alfabeto latino, più adatto alla lingua turca che, presentando otto vocali, mal si prestava ad essere scritta tramite l'alfabeto arabo.

## Storia
Dopo l'instaurazione della Repubblica in Turchia, nel 1923 fu istituita l'Organizzazione linguistica turca da parte di Mustafa Kemal Atatürk, allo scopo di condurre ricerche sul turco. Uno dei compiti della neonata associazione fu quella di rimpiazzare i prestiti di origine araba e persiana con equivalenti turchi.
La riforma linguistica costituì una parte delle più ampie riforme culturali in corso all'epoca (che erano a loro volta una parte della più vasta struttura delle riforme di Atatürk) e inclusero l'abolizione dell'alfabeto turco ottomano derivato dall'alfabeto arabo a favore del nuovo alfabeto turco derivato da quello latino, che ha molto contribuito ad aumentare il tasso di alfabetizzazione popolare. Vietando l'uso dei prestiti nella stampa, l'associazione riuscì a rimuovere centinaia di parole arabe dalla lingua (benché la maggior parte delle parole introdotte dall'Organizzazione linguistica turca fossero nuove, esso suggerì pure di riutilizzare antichi termini turchi non più in uso dai primi secoli dell'Impero ottomano).
Le attuali 29 lettere dell'alfabeto turco, usate per la moderna lingua turca, furono stabilite dalla Legge sull'Adozione ed Implementazione dell'Alfabeto Turco del novembre 1928, una delle leggi fondamentali tra le riforme di Atatürk.
Le lettere dell'alfabeto latino turco:
| Lettere maiuscole |   |   |   |   |   |   |   |   |   |   |   |   |   |   |   |   |   |   |   |   |   |   |   |   |   |   |   |   |
| A                 | B | C | Ç | D | E | F | G | Ğ | H | I | İ | J | K | L | M | N | O | Ö | P | R | S | Ş | T | U | Ü | V | Y | Z |
| Lettere minuscole |   |   |   |   |   |   |   |   |   |   |   |   |   |   |   |   |   |   |   |   |   |   |   |   |   |   |   |   |
| a                 | b | c | ç | d | e | f | g | ğ | h | ı | i | j | k | l | m | n | o | ö | p | r | s | ş | t | u | ü | v | y | z |

Di queste 29 lettere dell'alfabeto latino turco, 8 sono vocali (A, E, I, İ, O, Ö, U, Ü), mentre le altre 21 sono consonanti.

### Primo uso nell'Unione sovietica
Già dal febbraio 1926, al Primo Plenum del Congresso turcologico del Comitato centrale per il nuovo alfabeto turco nell'Unione Sovietica, fu deciso di usare l'alfabeto latino per le lingue turche (del Kazakistan, Uzbekistan, Azerbaigian, Turkmenistan e Kirghizistan), grazie specialmente ai linguisti Polivanov e Jakovlev.
Alcune Oblast’ della Repubblica Socialista Federativa Sovietica Russa furono autorizzate inizialmente ad usare l'alfabeto latino, come nel caso della Crimea, popolata in parte dai tatari di Crimea. Infatti, fino al 1928, la lingua tatara di Crimea adottava l'alfabeto arabo, mentre dal 1928 al 1939 passò a quello latino (il cosiddetto nuovo alfabeto turco, noto anche come Yañalif). Ma la dittatura di Stalin nel 1939 ordinò che fosse sostituito dall'alfabeto cirillico.
Lo stesso avvenne in tutte le repubbliche turche sotto Stalin nel 1940. Dall'Azerbaigian al Kazakistan si ebbe, dopo gli inizi della seconda guerra mondiale, un processo di russificazione - manifestatosi anche nell'annullamento dell'alfabeto uniforme turco di tipo latino - che durò fino al crollo del sistema sovietico agli inizi degli anni novanta.

## Sviluppi contemporanei
Con la scomparsa dell'Unione sovietica, le repubbliche turche - sotto l'influenza della Turchia - hanno iniziato un processo di rigetto del cirillico in favore dell'alfabeto latino turco.

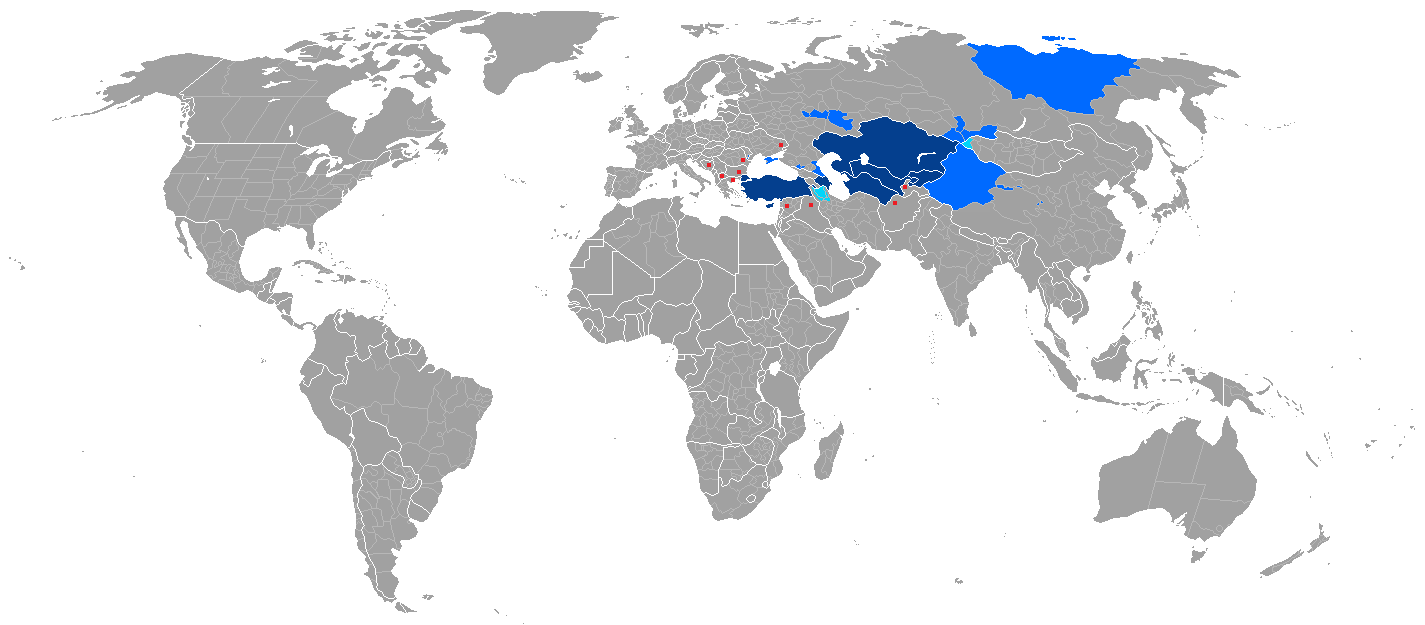
Aree geografiche di lingua turca. In blu scuro le nazioni dove è ufficiale (o lo sarà) solo l'alfabeto latino.

Il Turkmenistan è stato il primo ad attuare questa riforma. Qui, nel 1991, durante la presidenza di Saparmyrat Nyýazow, fu introdotto un alfabeto latino modificato. In seguito anche Azerbaigian e Uzbekistan hanno attuato un processo graduale di transizione verso l’alfabeto latino, completatosi solo dopo il 2000.
Invece il Kazakistan ed il Kirghizistan hanno avuto ritardi al riguardo, dovuti alla presenza di numerosi russi nei loro territori. Del resto il Kirghizistan è una delle due ex repubbliche sovietiche dell'Asia Centrale (assieme al Kazakistan) ad aver mantenuto il russo come lingua ufficiale dopo l'indipendenza, affiancandogli il kirghiso e rendendo il Kirghizistan un paese bilingue. Questa decisione fu un chiaro segnale nel nuovo paese indipendente per i russi etnici residenti: uno sforzo per evitare l'inevitabile fuga di cervelli. Solo recentemente vi sono state proposte di eliminare il cirillico, ma senza troppo séguito.
Dopo l'indipendenza del Kazakistan nel 1991 le autorità locali cercarono di sostituire il cirillico, anche allo scopo di rovesciare l'egemonia russa nel nuovo Stato indipendente, ma solo nel 2006 è stato creato un piano - promosso dal presidente Nursultan Nazarbajev - per usare solo l'alfabeto latino entro i successivi 15 anni.
Più difficile la situazione delle etnie turche minoritarie all'interno della Russia, ma alcuni gruppi - come i Tartari di Crimea - hanno avuto successo nella loro richiesta di riutilizzare l'alfabeto latino nelle loro rispettive lingue turche.